# Streptopus
Streptopus es un género con once especies de plantas bulbosas perteneciente a la familia Liliaceae.  Es originario de las regiones templadas del Hemisferio Norte.

## Especies
- Streptopus amplexifolius (L.) DC. in J.B.A.M.de Lamarck & A.P.de Candolle, Fl. Franç., ed. 3, 3: 174 (1805).

- Streptopus chatterjeeanus S.Dasgupta, Bull. Bot. Surv. India 44: 149 (2002 publ. 2003).
- Streptopus koreanus (Kom.) Ohwi, Bot. Mag. (Tokyo) 45: 189 (1931).
- Streptopus lanceolatus (Aiton) Reveal, Phytologia 74: 187 (1993).
- Streptopus obtusatus Fassett, Rhodora 37: 102 (1935).
- Streptopus × oreopolus Fernald, Rhodora 8: 70 (1906).
- Streptopus ovalis (Ohwi) F.T.Wang & Y.C.Tang, in Fl. Reipubl. Popul. Sin. 15: 49 (1978).
- Streptopus parasimplex H.Hara & H.Ohashi, J. Jap. Bot. 48: 101 (1973).
- Streptopus parviflorus Franch.,  Arch. Mus. Hist. Nat., II, 10: 89 (1887 publ. 1888).
- Streptopus simplex D.Don, Prodr. Fl. Nepal.: 48 (1825).
- Streptopus streptopoides (Ledeb.) Frye & Rigg, N.W. Fl.: 109 (1912).